# 構井晃道
構井 晃道（かまい てるみち）は日本のダンサー、ダンス講師。兵庫県 三田市出身。血液型はA型。

## 人物
兵庫県三田市出身。10代の頃よりJazzダンス、クラシックバレエ、ストリートダンスなどを学び、ミュージカルやコンサート、TV、CF、ダンス公演、企業イベント、大手テーマパークなどにおいてダンサー、振付として関わる。その後、活動の場を広げコンテンポラリーダンスを始める。07〜16年までダンスカンパニーカレイドスコープ（二見一幸主催）に所属し数々の舞台に立つ。ソロ作品の発表や美術館でのパフォーマンス、ミュージシャン、俳優との即興コラボなと独自の活動も展開。1999年よりJazzダンスインストラクターとしての活動も開始。ダンススタジオやフィットネスクラブなどでクラスを担当する。コンテンポラリーダンス、姿勢調整クラス、ヨガインストラクターとしても活動。

## 主な出演作品

### 舞台
- 少年隊主演“PlayZone”
- 堂本光一主演“MASK”、“SHOCK”
- ミュージカル“オケピ!”（真田広之主演、三谷幸喜脚本）
- サザンオールスターズ 年越しLIVE「晴れ着 DE ポン」
- 及川光博ワンマンショ―全国ツアー - ダンサー&振付
- 及川光博６th Anniversary LIVE - ダンサー&振付
- 青山劇場“DOKI・DOKI  NIGHT”（島田歌穂、汐風幸主演）
- ミュージカル・テニスの王子様（初演・夏追加公演） - 池田雅也役
- はるな愛ディナーショー
- 他、紅白歌合戦等のTV、CF、企業イベント等 多数出演